# 建部長教
建部 長教（たけべ ながのり）は、江戸時代中期の大名。播磨国林田藩の第6代藩主。官位は従五位下・近江守。

## 略歴
第5代藩主・建部政民の長男として誕生した。幼名は庄九郎、内膳。
宝暦12年（1762年）6月24日、父の隠居により跡を継ぐ。同年12月18日に叙任する。しかし2年後の明和元年（1764年）7月10日に41歳で死去し、跡を弟の政賢が継いだ。墓所は京都府京都市北区紫野の大徳寺芳春院。

## 系譜
- 父：建部政民（1698年 - 1779年）
- 母：板倉重同の娘
- 正室：松平光慈の娘
- 側室あり
- 婚約者：奥平昌成娘
- 養子
  - 男子：建部政賢（1747年 - 1818年） - 建部政民の四男